# Lucius Domitius Ahenobarbus (consul en -54)
Pour les articles homonymes, voir Domitius Ahenobarbus.
Lucius Domitius Ahenobarbus (né en 98 av. J.-C., m. en 48 av. J.-C. à Pharsale) était un homme politique romain de la fin de la République.

## Biographie
Il était le fils de Cnaeus Domitius Ahenobarbus, consul en 96 av. J.-C., et époux de Porcia, la sœur de Caton d'Utique. Domitius était un membre important du parti aristocratique des Optimates, ami de Cicéron  et ennemi de César. Au début, il s'opposa aussi à Pompée et au triumvirat, mais s'allia avec lui contre César quand la guerre civile éclata.
Il fut questeur en 66 av. J.-C. et édile curule en 61 av. J.-C.. Les Annales rapportent qu'il exhiba lors des jeux cent ours de Numidie, et autant de chasseurs éthiopiens.
En 59 av. J.-C., L. Domitius fait partie des opposants du consul César. Un attentat visant César et Pompée est déjoué. Lucius Vettius, arrêté et accusé d'avoir voulu les poignarder, charge Lucullus et Cicéron, mais est trouvé mort dans sa prison dans des circonstances douteuses. Plutarque, Suétone, Appien et Dion Cassius qui rapportent cette affaire ne font pas mention de L. Domitius. Toutefois Cicéron dans son discours Contre P. Vatinius évoque L. Domitius lorsqu’il énumère les victimes des fausses accusations portées par Vettius.
Comme préteur en 58 av. J.-C. il essaya, de concert avec son homologue Caius Memmius, d’empêcher que fût ratifiée la gestion exercée par César comme consul l'année précédente.
Domitius Ahenobarbus chercha à se faire élire Consul pour l'année 55 av. J.-C. avec le soutien de Caton, et se vanta à cette occasion de faire relever César de son commandement en Gaule. Il fut cependant contré par les triumvirs qui s’entendirent pour faire élire consuls cette année-là Pompée et Crassus. Lors de l'élection, leurs partisans agressèrent Ahenobarbus et Caton en plein forum et purent ainsi l’emporter,.
Au bout du compte Domitius fut élu consul en 54 av. J.-C. en même temps qu’Appius Claudius Pulcher. En 52 av. J.-C., après s’être réconcilié avec Pompée, il présida le procès contre Milon. Entre 57 et 50 av. J.-C., il fut élu Pontife, mais en 50, battu par Marc-Antoine, il ne put devenir augure.
En 49 av. J.-C., lorsque les relations entre César et le Sénat se détérioraient, Domitius fut nommé pour remplacer César comme gouverneur en Gaule transalpine. Quand la guerre civile eut éclaté, il défendit Corfinium contre César. Privé du soutien militaire de Pompée, lâché par les habitants de Corfinium, il fut contraint à la reddition.
Bien qu'il eût été généreusement laissé libre par César après cette défaite, il incita Massilia (Marseille) à lui résister, d’ailleurs sans succès. Après la capitulation de Marseille, il se réfugia en Grèce auprès de Pompée.
Il prit part à la bataille de Pharsale, où il commandait l'aile gauche face à César. Il périt durant la bataille, ou fut tué par la cavalerie lors de sa fuite.
Son fils Cnaeus fut consul en 32 av. J.-C..

## Sources
- (de) Cet article est partiellement ou en totalité issu de l’article de Wikipédia en allemand intitulé « Lucius Domitius Ahenobarbus (Konsul 54 v. Chr.) » (voir la liste des auteurs).